# گوستاوو دیاز
گوستاوو دیاز (انگلیسی: Gustavo Díaz؛ زادهٔ ۷ نوامبر ۱۹۷۴) بازیکن فوتبال اهل اروگوئه است.
از باشگاه‌هایی که در آن بازی کرده‌است می‌توان به باشگاه ورزشی ریور پلاته (مونته‌ویدئو)، باشگاه فوتبال رئال وایادولید، باشگاه فوتبال آلباسته بالومپیه، و باشگاه ورزشی دفنسور اشاره کرد.